# Zasłonak odbarwiony
Zasłonak odbarwiony (Cortinarius tabularis Rob. Henry) – gatunek grzybów należący do rodziny zasłonakowatych (Cortinariaceae).

## Systematyka i nazewnictwo
Pozycja w klasyfikacji według Index Fungorum: Cortinarius, Cortinariaceae, Agaricales, Agaricomycetidae, Agaricomycetes, Agaricomycotina, Basidiomycota, Fungi.
Po raz pierwszy opisał go w 1821 r. Elias Fries jako odmianę pieczarki Agaricus anomalus var. tabularis. W 1838 r. ten sam autor włączył go do rodzaju Cortinarius. Ma 12 synonimów, niektóre z nich to np.:
- Cortinarius decoloratus (Fr.) Fr. 1838
- Cortinarius tabularis f. caesius Rob. Henry 1989
- Phlegmacium decoloratum (Fr.) Wünsche 1877

Jest duże zamieszanie w polskiej taksonomii tego gatunku. Według Władysława Wojewody C. tabularis to synonim zasłonaka szarobrzegiego (C. viscidulus), jednak według Index Fungorum są to odrębne gatunki, ponadto C. viscidulus to takson wątpliwy. W Wojewoda uznał nazwę zasłonak odbarwiony dla C. decoloratus, który jest synonimem C. tabularis. Nazwę zasłonak odbarwiony nadał Franciszek Błoński w 1889 r.

## Morfologia
Kapelusz
Powierzchnia o barwie gliniastobrązowej, ochrowożółtobrązowej do szarożółtej, czasami mocno pomarszczona.
Blaszki
O barwie od beżowej do niebieskoszaroochrowej.
Trzon
O nieco rozszerzonej podstawie, powierzchnia biała do niebieskawej u góry i ochrowej dołem. Osłona niezbyt obfita.
Miąższ
O barwie białawej. Zapach i smak łagodny.
Cechy mikroskopowe
Zarodniki 7–9 × 5,5–7 μm, nieco mniej kuliste niż u innych gatunków tej samej sekcji.

## Występowanie i siedlisko
Podano stanowiska C. tabularis w Ameryce Północnej, Europie, Azji i Australii. W Polsce dla synonimu C. decoloratus do 2003 r. podano 3 stanowiska, w późniejszych latach podano następne.
Naziemny grzyb mykoryzowy występujący wśród opadłych liści w lasach i zaroślach liściastych i mieszanych, zwłaszcza pod brzozami.